# Змагальність сторін у кримінальному провадженні

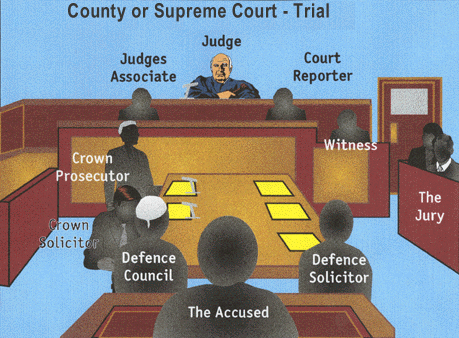
County or Supreme Court — Trial

Змагальність у кримінальному провадженні — це процесуальний режим, який є сукупністю організаційних та функціональних правових положень, що передбачає таку побудову процесу з'ясування обставин кримінального провадження та його вирішення, щоб сторони кримінального провадження та потерпілий могли скористатися достатньою сукупністю процесуальних засобів задля представлення, доказування своїх правових позицій, спростування інших правових позицій, а суд на підставі цього був спроможний законно та справедливо вирішити правовий спір по суті, максимально врахувавши та знайшовши при цьому оптимальний баланс між усіма приватними та суспільними інтересами.

## Нормативне закріплення
Змагальність як загальну засаду кримінального провадження закріплено у статті 22 Кримінального процесуального кодексу України від 13 квітня 2012 року (далі — КПК) як складову засади змагальності сторін та свободи в поданні ними суду своїх доказів і у доведенні перед судом їх переконливості. У статті 22 КПК розкрито наступні елементи принципу змагальності сторін:
1. наявність сторони обвинувачення та сторони захисту,
2. наявність закріплених засобів діяльності сторони обвинувачення та сторони захисту,
3. наявність та чітке відокремлення функцій державного обвинувачення, захисту та судового розгляду, та
4. наявність об'єктивного та неупередженого суду.

Проте необхідно відзначити, що концепція побудови КПК не усіма науковцями сприйнята як однозначно змагальна, оскільки сторона захисту і далі позбавлена рівної можливості щодо збирання та подання доказів. Небезпідставно відзначається, що «захисник може лише ініціювати перед слідчим, прокурором, слідчим суддею проведення слідчих (розшукових) дій, негласних слідчих (розшукових) дій з метою одержання сприятливої для захисту доказової інформації. Право сторін на збирання доказів, закріплене частиною третьою статті 93 КПК, належним чином не забезпечене примусом виконання».
Для аналізу змагальності сторін як засади кримінального судочинства необхідно детальніше проаналізувати реалізацію її елементів у кримінально-процесуальних нормах. Першим із них є наявність сторони обвинувачення та сторони захисту. Цілком логічно законодавець у частині першій статті 22 КПК наголошує, що кожна із цих сторін має власну правову позицію, права, свободи та законні інтереси, оскільки саме ця обставина і є первинною та зумовлює можливість виокремлення двох сторін. Законодавець припускає наявність особливої позиції у кожної зі сторін. Кожна із них переслідує власну мету: сторона обвинувачення — зібрати докази вини, встановити винних, доказати їхню вину (спростувати презумпцію невинуватості), щоб кожен із них зазнав справедливого покарання; сторона захисту — забезпечити виправдання обвинуваченого (підсудного) або ж, принаймні, домогтися максимального пом'якшення юридичних наслідків, якими кримінальне провадження може для нього закінчитися. Одним із завдань кримінального провадження є забезпечення того, щоб жоден невинуватий не був обвинувачений або засуджений. Проаналізувавши у цьому контексті положення частини п'ятої статті 223 КПК про те, що слідчий, прокурор у разі отримання під час слідчої, розшукової дії доказів, що можуть вказувати на невинуватість особи у вчиненні кримінального правопорушення, зобов'язані провести вказану слідчу (розшукову) дію у повному обсязі та долучити вказані процесуальні документи до матеріалів досудового розслідування, а також положення статті третьої Конституції України про те, що людина, її недоторканність визнаються в Україні найвищою соціальною цінністю, а права і свободи та їх гарантії визначають зміст і спрямованість діяльності держави, можна зробити висновок, що захист підозрюваного, обвинуваченого (підсудного) повинен охоплюватися також і законним інтересом сторони обвинувачення та впливати на формування її правової позиції. Тому, виходячи із зазначеного, не можна повністю підтримати В. П. Півненка та Є. О. Мірошниченка, на думку яких, коли «сторона обвинувачення мусить працювати в обох напрямках», має місце «не класичне обвинувачення, а якась обвинувально-захисна мішанина», що суперечить рівності та змагальності сторін процесу, оскільки сторона захисту «не здійснює пошук обвинувальних доказів».
Наступним елементом засади змагальності сторін є наявність закріплених процесуальних засобів діяльності сторони обвинувачення та сторони захисту. Законодавець не визначає поняття «засоби» та не конкретизує їх. У довідковій літературі «засіб», зокрема, визначається як:
1. Спеціальна дія, що дає можливість зробити щось, досягти чого-небудь; спосіб;
2. Те, що служить знаряддям в якійсь діяльності, справі;
3. Механізми або пристрої, що необхідні для виконання якоїсь роботи.

Засоби діяльності сторони захисту у кримінальному провадженні потрібно розглядати в контексті мети її процесуальної діяльності, а її КПК у частині першій статті 47 тлумачить як забезпечення дотримання прав, свобод і законних інтересів підозрюваного, обвинуваченого та з'ясування обставин, які спростовують підозру чи обвинувачення, пом'якшують чи виключають кримінальну відповідальність підозрюваного, обвинуваченого. Таким чином, засоби діяльності сторони захисту — це процесуальні інструменти (права та обов'язки), застосування яких створює передумови для спростування підозри чи обвинувачення або ж пом'якшення чи виключення кримінальної відповідальності підозрюваного, обвинуваченого. Досягнути цієї мети можна лише через участь захисту у процесі доказування, тобто у збиранні, перевірці та оцінці доказів з метою встановлення обставин, що мають значення для кримінального провадження (стаття 91 КПК). Тому вважаємо обґрунтованою позицію М. А. Маркуш, згідно якої «вирішальну роль для забезпечення реалізації принципу змагальності в кримінальному процесі має обсяг і співвідношення прав сторін». У цьому сенсі КПК частково повторює КПК 1960 року, але надає стороні захисту нових повноважень. Так, згідно частини третьої статті 93 КПК, сторона захисту, потерпілий може вимагати та отримати від відповідних суб'єктів речі, копії документів, відомостей, висновків експертів, висновків ревізій, актів перевірок; ініціювати проведення слідчих (розшукових) дій, негласних слідчих (розшукових) дій та інших процесуальних дій, а також здійснювати інші дії, які здатні забезпечити подання суду належних і допустимих доказів. Як випливає зі статті 220 КПК, процесуальною формою ініціювання стороною захисту проведення слідчих дій є заява відповідного клопотання, проте такі клопотання не є обов'язковими для задоволення слідчим чи прокурором. Обґрунтованим є зауваження С. І. Яковенка, що можливості сторони обвинувачення і захисту не є пропорційними, а надання захисту вищеперелічених можливостей «не може компенсувати можливості проведення слідчих (розшукових) дій». Більш категоричним є О. В. Баганець, який взагалі вважає, що право сторони захисту на проведення власного розслідування, як і засада змагальності сторін, є декларативним.
Сторона захисту може самостійно на договірних засадах залучити експерта для проведення експертизи, проте у випадку фінансової неможливості зробити це, їй залишається лише на підставі частини першої статті 244 КПК звернутися із клопотанням до слідчого чи прокурора, а у разі відмови — до слідчого судді.
КПК, як і КПК 1960 року, надає право проводити допити свідків, потерпілих лише стороні обвинувачення. Сторона захисту може лише отримати від учасників кримінального провадження та інших осіб пояснення, які однозначно не визнаються джерелом доказів (частина восьма статті 95 КПК), та й то лише за їхньою згодою, тоді як слідчому свідок під примусом кримінальної відповідальності зобов'язаний давати показання (частина третя статті 224 КПК).
Як вже зазначалося, сторона захисту також уповноважена на вчинення інших дій, які здатні забезпечити подання суду належних і допустимих доказів. КПК не конкретизує ці дії та не встановлює порядку їх проведення, а тому, виходячи зі статті 86 КПК, докази, одержані цим шляхом, можуть бути визнані недопустимими, навіть за умови, що вони виправдовують чи пом'якшують становище обвинуваченого.
Також сторона захисту, потерпілий, згідно частини першої статті 221 КПК, може бути обмежена у праві на ознайомлення з матеріалами досудового розслідування до його закінчення, якщо ознайомлення із ними може зашкодити досудовому розслідуванню. Важливо підкреслити, що підстава для відмови носить оцінний характер, а тому надає можливість слідчому та прокурору продовжувати практику, яка існувала за КПК 1960 року, коли матеріали кримінальної справи надавалися стороні захисту лише при оголошенні про закінчення досудового слідства. Навряд чи можна визнати проявом рівноправності сторін на участь у доказуванні як складової змагальності ситуацію коли сторона обвинувачення володіє усім доказовим матеріалом у справі, а захисту залишається хіба що здогадуватися про нього. В контексті викладеного слід погодитися із В. В. Сердюком, який, спираючись на ст.22 КПК, наголосив, що можливості сторін досудового провадження різні, оскільки «в ролі обвинувачення завжди виступає держава, тоді як у ролі захисника виступає адвокат», тому змагальність повністю проявляється лише в судовому процесі.
Враховуючи, що слідчий, прокурор і надалі володіють значно ширшим обсягом повноважень, що дає їм змогу контролювати та визначати спрямованість провадження, у літературі відзначається, що саме утвердженню рівноправності сторін повинен сприяти слідчий суддя.
Засада змагальності сторін, окрім проаналізованих двох, включає ще два взаємопов'язані елементи: наявність та чітке відокремлення функцій державного обвинувачення, захисту та судового розгляду та наявність об'єктивного та неупередженого суду. Частково це випливає з попереднього аспекту засади змагальності, що передбачає наявність двох самостійних сторін провадження, чим і пояснюється потреба у ще одному незаінтересованому суб'єкті, покликаному вирішити кримінально-правовий спір по суті. Слід звернути увагу, що суд виконує не просто функцію вирішення справи по суті, а функцію судового розгляду, що є ширшою, бо включає ще обов'язок суду створити необхідні умови для реалізації сторонами їхніх процесуальних прав та виконання процесуальних обов'язків. Відповідні функції суду відображені у частині першій статті 321 КПК. Так, головуючий спрямовує судовий розгляд на забезпечення з'ясування всіх обставин кримінального провадження. Можна зробити висновок, що йдеться про обставини, які як доказують вину, так і виправдовують обвинуваченого (підсудного). Видається, що й суд при своїй об'єктивності та неупередженості повинен забезпечити, щоб жоден невинуватий не був засуджений, оскільки засудити чи виправдати є виключною компетенцією суду. В. Т. Нор підкреслив, що «активність суду у встановленні дійсних обставин справи є необхідним елементом самої змагальності сторін», оскільки дає змогу перевірити подані сторонами докази шляхом одержання нових доказів в результаті проведення судово-слідчих дій та ухвалити законне, обґрунтоване і справедливе рішення, оскільки, як слушно зазначив вчений, завдання суду не полягає у простому розв'язанні спору між стороною обвинувачення і стороною захисту, а суд повинен «правильно (законно), обґрунтовано (на підставі перевірених доказів) і справедливо вирішити справу, що неможливо досягти без встановлення істини у справі». Інші науковці також пов'язують змагальність саме із активним судом.

## Змагальність сторін у міжнародно-правових актах, а також її закріплення у національному законодавсті України
Поширеною є думка, що з набранням чинності КПК вітчизняне кримінальне судочинство повністю сприйняло змагальну модель своєї побудови. Варто зазначити, що поняття «змагальність» не є новим для законодавства України. Необхідність змагальної побудови кримінального процесу випливає з наступних міжнародно-правових документів, яких дотримується Україна: зі статей 10, 11 Загальної декларації прав людини від 10 грудня 1948 року, статті шостої Конвенції про захист прав людини і основоположних свобод від 4 листопада 1950 року та статті 14 Міжнародного пакту про громадянські і політичні права від 16 грудня 1966 року, у яких ідеться про незалежний і безсторонній суд, право на захист, можливість обвинуваченого бути присутнім під час судового розгляду та брати активну участь у дослідженні доказів. З прийняттям Концепції судово-правової реформи в Україні від 28 квітня 1992 року одним із основних її принципів стало «створення такого судочинства, яке створило б умови для дійсної змагальності», а Конституція України від 28 червня 1996 року у статті 129 проголосила змагальність основною засадою судочинства. Засаду змагальності також передбачав і Кримінально-процесуальний кодекс України 1960 року у статті 16-1, якою його було доповнено під час судової реформи 2001 року.

## Доктринальні підходи до розуміння змагальності сторін
Ще відомий російський процесуаліст дореволюційного періоду І. Я. Фойніцький виділив наступні ознаки змагального процесу:
1. на суд покладається чітко визначене завдання вирішення кримінального позову;
2. обвинувач діє у процесі як самостійна сторона;
3. підсудний — не лише предмет дослідження, а так само є і стороною справи із правом на захист у якомога ширших межах;
4. діяльність суду зводиться до оцінки пред'явлених сторонами вимог на основі зібраного доказового матеріалу;
5. перегляд судових рішень допускається лише на підставі та в межах скарг сторін;
6. наявність сторін, їх рівноправність;
7. активна роль суду задля встановлення об'єктивної істини[1].

Видається, що запропоноване розуміння змагальності є розширеним, оскільки, оцінюючи його через призму сучасної системи засад кримінального процесу, можна дійти висновку, що, окрім елементів змагальності, воно поєднує також такі засади, як забезпечення права на оскарження процесуальних рішень, дій чи бездіяльності та забезпечення права на захист.
У радянський період науки кримінального процесу змагальність не завжди визначалася як принцип кримінального судочинства. Іншої думки був М. С. Строгович, який серед принципів радянського кримінального процесу виділив також і його змагальність, яка пов'язана з принципами гласності, усності та безпосередності процесу і забезпечує досягнення істини, на що спрямовані зусилля суду та сторін. Таким чином, М. С. Строгович виділяє наступні елементи змагальності:
1. відокремлення обвинувачення від суду,
2. процесуальне положення обвинувача та обвинуваченого як сторін,
3. процесуальна рівноправність сторін,
4. активне, самостійне положення суду по відношенню до сторін.

Рівність прав учасників судового розгляду стосується всіх процесуальних питань та виражається у всіх формах відстоювання кожною стороною своїх вимог. Аналогічного за суттю розуміння змагальності дотримуються Я. О. Мотовіловкер і Т. М. Добровольська. Вчена вбачає змагальність у відстоюванні учасниками процесу самостійних процесуальних інтересів, «що є протилежними за своєю спрямованістю», хоча і відзначає, що «прокурор, як представник державної влади повинен діяти на встановлення пом'якшувальних обставин, усунення порушень та забезпечення точного виконання законів». Окрім цього, змагальність не виключає активності та ініціативності суду у збиранні доказів, порушенні кримінальної справи за новим обвинуваченням та щодо нових осіб. Прийняття судом рішення про початок кримінального провадження, а також вихід за межі обвинувачення, означає його зацікавленість у встановленні та притягненні винної особи до відповідальності, тобто фактичну реалізацію функції обвинувачення. Видається, що у змагальній моделі кримінального судочинства головний інтерес суду повинен полягати у правильному, справедливому та неупередженому вирішенні кримінально-правового спору по суті.
Схожу позицію відстоював і М. Л. Якуб, який висловився проти суду, що «займає пасивне положення арбітра», оскільки саме суд повинен забезпечити повне, всебічне та об'єктивне дослідження обставин справи. У літературі зазначено, що активна роль суду — це «вказівка на ті обов'язкові в процесі умови, за яких здійснюється змагання сторін». На думку І. Д. Перлова, через змагальний процес «розкриваються матеріальна істина у справі, справедливий вирок».
Порівняно із М. С. Строговичем Г. М. Колбая серед елементів змагальності не виділяв лише наявності сторін у процесі та підкреслив, що на досудовому слідстві принцип змагальності не діє, бо слідчий виконує як функцію обвинувачення, так і функцію вирішення справи.
Як вже вище зазначено, змагальність є одним із конституційних принципів судочинства, закріплених у частині другій статті 129 Конституції України. Хоча у частині першій статті 16-1 КПК 1960 року зазначено, що її дія поширювалася лише на розгляд справ у судах, у літературі водночас наголошувалося, що вона проявляється і у стадії досудового слідства, зокрема у встановленні випадків обов'язкової участі захисника, у наданні захисникові права збирати відомості про факти, що можуть використовуватись як докази у справі, у закріпленні обов'язку сторони обвинувачення виявити також ті обставини, що виправдують обвинуваченого, пом'якшують його вину. Така форма процесу вважається змішаною.
Зробивши крок до утвердження змагальності, хоча б лише і у судовому провадженні, КПК 1960 року водночас зберіг інститути повернення справи суддею прокурору для проведення додаткового розслідування та порушення судом кримінальних справ приватного обвинувачення, що не є притаманними змагальному процесу. На стадії досудового розслідування за КПК 1960 року. однозначно домінувала сторона обвинувачення, тоді ж як сторона захисту була позбавлена правових механізмів щодо вирішального впливу на хід досудового розслідування. Слушно зазначив В. О. Попелюшко, що «суд повинен бути позбавленим рис правоохоронного характеру та бути правозахисним органом», спрямованим на захист «прав і законних інтересів фізичних та юридичних осіб при розгляді кожної окремої кримінальної справи».
Як наголошено вище, проблеми змагальності займають одне з чільних місць також і в українській кримінально-процесуальній літературі. Досліджуючи принцип змагальності, І. Г. Козинець дійшла висновку, що принцип змагальності реалізується не в усіх стадіях, О. О. Мохонько навпаки вважає, щодія принципу змагальності поширюється не лише на стадії судового розгляду, а й на інші стадії, оскільки розподіл основних функцій як елемент принципу змагальності характерний не лише для судового розгляду. Проте самого лише розподілу процесуальних функцій недостатньо, оскільки, як влучно підкреслив В. Т. Нор, інтереси особи, а також її права і свободи повинні знаходитися «на першому плані», що є рисою, яка відрізняє змагальний процес від розшукного, у якому «пріоритетними є інтереси держави (публічні інтереси)».
М. А. Маркуш зазначає, що основною ознакою змагального порядку побудови процесу, яка має бути забезпечена у кожній стадії, є наявність незалежного суду — органу судочинства і рівність сторін. У цьому контексті влучно підкреслив В. В. Король, що «рівність прав сторін у судовому процесі є важливою і невід'ємною складовою змагального процесу». На думку науковця, «принцип рівності прав сторін дозволяє суду: всебічно, повно й об'єктивно дослідити всі обставини справи», а також «вислухати міркування сторін щодо розгляду та вирішення справи, зважити всі докази та всі погляди учасників процесу і прийняти законне й обґрунтоване рішення».
О. Г. Яновська вважає, що змагальність у кримінальному судочинстві слід розглядати у її співвідношенні із призначенням кримінального процесу. Вчена у контексті КПК 1960 року наголошує, що завдання швидкого і повного розкриття злочинів, невідворотності покарання не відповідають реальним обставинам, за яких ведеться боротьба зі злочинністю, призводять до порушення прав та свобод людини. КПК містить більш широкий перелік завдань кримінального провадження, ніж КПК 1960 року. Вимоги швидкості і повноти тепер доповнені вимогою неупередженості та стосуються не лише розкриття злочинів, але й судового розгляду. Слід зазначити, що КПК вкладає у завдання ширший та вагоміший зміст. Особливо утвердженню змагальності повинно сприяти одне із завдань, а саме — до кожного учасника кримінального провадження має бути застосована належна правова процедура.
О. Г. Яновська та В. В. Сердюк також наголошують на основоположності засади змагальності та її ролі гарантії дотримання інших засад провадження.
Відзначається, що прокурор завжди наглядає та охороняє законність, а його обвинувальна функція є способом виконання наглядової функції. Наприклад, у Франції захист особи від необґрунтованого притягнення до кримінальної відповідальності не є прерогативою лише обвинуваченого чи його захисника, а є загальним завданням всіх державних органів, які здійснюють провадження у справі: прокурора, слідчого судді, суду.
Зауважено, що слідчий і прокурор також повинні встановити істину у справі, тоді як адвокат звертає увагу лише на ті обставини, що свідчать на користь обвинуваченого.
Варто проаналізувати також і сучасні праці закордонних науковців. Наприклад, С. Д. Шестакова під змагальністю розуміє порядок кримінального судочинства, що гарантує на всіх стадіях рівноправність сторони обвинувачення та сторони захисту. Одним із принципів змагальності вчена виокремлює: здійснення правосуддя, затвердження обвинувачення (рішення про притягнення як обвинуваченого) та інших рішень, що обмежують конституційні права та свободи, лише судом.
- І. Л. Петрухін вважав змагальність принципом кримінального процесу, при якому судове слідство ведеться зусиллями сторін, суддя є відносно пасивним, прокурор у суді є стороною, а не органом нагляду[9].
- С. В. Романов вважає, що сутністю змагальності є не розподіл функцій, а рівноправність сторін у дослідженні доказів. При цьому суд завжди повинен бути активним, оскільки на нього покладено обов'язок винесення законного, обґрунтованого та мотивованого рішення.
- С. А. Пашин до традиційних елементів змагальності додає ще два: рух справи зусиллями сторін, її вирішення на підставі поданих ними доказів та з урахуванням їхньої аргументації, а також незалежність суду від сторін, будь-яких впливів та його неупередженість.
- Р. В. Багдасаров наголосив, що змагальність також розглядається як «інструмент об'єктивного та всебічного дослідження обставин справи, пошуку істини»[10]. Участь рівноправних сторін дозволить запобігти односторонньому характерові виявлених обставин, а активність суду забезпечить їх повне та всебічне дослідження. Так само і на думку В. Г. Глєбова, змагальність є «не лише правовим методом, гарантом забезпечення законності процесуальної діяльності», а й «пізнавальним принципом, способом встановлення у процесі доказування обставин справи, у тому числі і при проведенні слідчих дій».
- К. В. Митрофанова відзначила, що наявність спору чи розбіжностей є необхідною складовою принципу змагальності. Останню ознаку підтримує і В. І. Зажицький, який також виділяє і п'яту ознаку — судову процедуру вирішення судового спору з участю всіх учасників справи в залі судового засідання. Водночас вчений поширює змагальність лише на судові стадії.

У процесуальній літературі неоднаковими є й погляди щодо рівноправності сторін у змагальному провадженні. Зокрема зазначено, що змагальність не означає наділення сторін абсолютно рівними правами, а розглядається в контексті виконуваних сторонами процесуальних функцій. Критично щодо рівноправності сторін висловилися С. В. Романов і С. М. Даровських, оскільки збирання доказів потребує від сторони захисту спеціальних знань та значних ресурсів.
В іноземних доктринальних джерелах зосереджено увагу і на інших аспектах змагального судочинства. Підкреслено, наприклад, що у змагальній системі збір обвинувальних доказів можливий лише під суворим контролем суду. Суддя втручається у провадження тільки коли одна сторона не погоджується із поведінкою іншої. Кожна сторона сама вирішує: чи розпочати кримінальне переслідування та захист, які обставини слід з'ясувати, які аргументи та докази використовувати.
Характерні риси, що відрізняють змагальний процес від інквізиційного, можна віднайти: у природі досудового розслідування та взаємозв'язку діяльності слідчого з процесуальною позицією підозрюваного, який може бути як суб'єктом правового процесу, так і об'єктом розслідування з обмеженими правами;в обсязі прав сторони захисту;в активній чи пасивній ролі судді у процесі, а також у зв'язку між висновками суду та тим, що відображено у матеріалах досудового розслідування, якщо вони наявні.
Особливими рисами, що характеризують європейський континентальний інквізиційний процес є:
1. провадження судового слідства слідчими суддями;
2. участь підсудних в судовому слідстві;
3. широкі права потерпілих на участь у провадженні в статусі цивільних позивачів;
4. широкі апеляційні повноваження, включаючи право на оцінку нових доказів під час апеляційного розгляду;
5. дослідження доказів більше спрямовується судом, а не сторонами;
6. ліберальні правила доказування;
7. створення матеріалів справи (у розумінні єдиного зібрання усіх документів).

## Правове регулювання засади змагальності сторін у конвенції про захист прав людини і основоположних свобод та її висвітлення у практиці Європейського Суду з прав людини
Змагальна побудова провадження також випливає із норм статті шостої Конвенції про захист прав людини і основоположних свобод від 4 листопада 1950 року (далі — Конвенція), хоча закордонні дослідники підкреслюють, що вимоги цієї статті не поширюються на етапи провадження, що передують висуненню обвинувачення, особливо на процес розслідування до висунення обвинувачення.
Принципом, яким керується Європейський Суд з прав людини при розгляді скарг, є принцип справедливого процесу, що включає в себе принцип рівності засобів та принцип змагального процесу. Звичаєве право Страсбурга у принцип «змагального провадження» закладає наступний зміст: сторона повинна мати можливість ознайомитися та висловлюватися щодо будь-яких даних, які надаються суду з метою впливу на його рішення, незалежно чи вони будуть надані протилежною стороною, чи походитимуть з незалежного від сторін джерела. Окрім цього, сторона захисту у провадженні наділяється особливими правами (перевагами), такими як: презумпція невинуватості, право знати про всі висунуті обвинувачення, право на підготовку до власного захисту, право на належний захист, право допитувати свідків та право на безкоштовну участь перекладача.
Стосовно принципу рівності процесуальних засобів закордонні науковці зазначають, що він є внутрішнім аспектом права на змагальний процес. Принцип передбачає, що кожній стороні повинна бути надана належна можливість, щоб відстоювати власний інтерес у справі, включаючи подання доказів, за умов, що не ставлять її у невигідне становище порівняно із суперником. Іншими словами, принцип рівності процесуальних засобів по суті означає процесуальну рівність між сторонами (справа «Ноймайстер проти Австрії» 1968 року). Суд допускає незначну нерівність, що в загальному не впливає на процес. Повинні бути належні процесуальні гарантії, що узгоджуються із характером справи, включають належну можливість подавати докази, оскаржувати докази, надані протилежною стороною, та виступати щодо обставин справи (справа «Х. проти Бельгії» 1987 року). Принцип рівності процесуальних можливостей також означає, що протилежній стороні не повинні надаватися додаткові можливості підтримувати її позицію за відсутності обвинуваченого (справа «Боргерс проти Бельгії» 1991 року). Зазначений принцип також передбачає однакове ставлення до свідків захисту та обвинувачення.
Згідно частини першої статті 17 Закону України «Про виконання рішень та застосування практики Європейського суду з прав людини» від 23 лютого 2006 року суди застосовують при розгляді справ Конвенцію та практику Суду як джерело права, а практикою Суду відповідно до частини першої статті першої вказаного Закону є практика Європейського суду з прав людини та Європейської комісії з прав людини. Для повноти аналізу статті шостої Конвенції слід зосередитися на деяких аспектах змагальності, сформульованих в окремих рішеннях Європейського суду:
- докази, як правило, повинні подаватися у відкритому судовому засіданні у присутності обвинуваченого з розрахунку на аргумент захисту у відповідь (пункт 54 рішення у справі «Корнєв і Карпенко проти України» від 21 жовтня 2010 року);
- обвинувачений повинен мати можливість допитати свідків та вимагати їхнього допиту (пункт 39 рішення у справі «Жогло проти України» від 24 квітня 2008 року);
- сторона захисту повинна бути повідомлена національними органами про час допиту свідків у порядку міжнародної правової допомоги та перелік сформульованих для них запитань, щоб захист мав можливість подати клопотання щодо з'ясування необхідних обставин (пункти 45, 46 рішення у справі «Жуковський проти України» від 15 вересня 2011 року);
- якщо обвинувальний вирок ґрунтується винятково або вирішальною мірою на показаннях свідків, відсутніх у судовому засіданні, може йтися про порушення Конвенції (пункт 43 рішення у справі «Луценко проти України» від 18 березня 2009 року);
- обвинуваченому повинна бути забезпечена можливість допитати свідків, які свідчать проти нього.

Однак, якщо немає підстав звинувачувати органи влади в недостатніх зусиллях із забезпечення підсудному можливості допитати відповідних свідків, відсутність цієї можливості не означає необхідності припинення кримінального переслідування (пункт 41 рішення у справі «Олег Колесник проти України» від 19 лютого 2010 року).
Також із пункту 44 рішення у справі «Балицький проти України» від 3 лютого 2012 року, у якій заявник оскаржував відмову суду викликати та допитати двох свідків, які б могли підтвердити його алібі, випливає, що підсудному повинна надаватися відповідна та належна можливість заперечувати інші показання або при їх поданні, або на пізніших етапах процесу, оскільки лише у цьому випадку прийняття їх як доказів не суперечитиме пункту першому та підпункту D пункту третього статті шостої Конвенції.
В іноземній процесуальній літературі наголошується ще на таких аспектах змагального провадження:
- насамперед національні закони встановлюють правила допустимості доказів, а національні суди оцінюють докази (справа «Шенк проти Швейцарії» 1988 року);
- сторона захисту має можливість допитувати свідків та оскаржувати їхні показання; матеріали справи доступні обом сторонам (справа «Брікмонт проти Бельгії» 1989 року);
- органи обвинувачення повинні відкрити захисту усі речові докази, що є у їхньому розпорядженні та свідчать на користь чи проти обвинуваченого (справа «Роув та Дейвіс проти Сполученого Королівства» 2000 року).

Хоча право на відкриття доказів не є абсолютним. Суд вирішив, що нерозкриття доказів є законним у наступних випадках:
- коли цього вимагає публічний інтерес (наприклад, нерозкриття імені агента чи секретної слідчої техніки), що також може зумовлюватися інтересами національної безпеки (справа «Едвардс проти Сполученого Королівства» 1992 року);
- коли зачіпаються питання національної безпеки, однак у цих випадках саме національні суди повинні контролювати обґрунтованість тверджень національних органів, що йдеться саме про національну безпеку та тероризм.

Тому суд повинен балансувати між публічним інтересом та важливістю матеріалів для сторони захисту (справа «Чахал проти Сполученого Королівства» 1996 року). Проте, лише ці випадки є допустимими з погляду статті шостої Конвенції.

## Розуміння засади змагальності як процесуального режиму
Змагальність досліджується науковцями у різних іпостасях, а саме як: принцип (засада) кримінального судочинства, порядок побудови процесу, сукупність принципів судочинства, інструмент або спосіб дослідження обставин справи та правовий метод забезпечення законності процесуальної діяльності. А це свідчить про багатогранність явища змагальності та необхідність різностороннього підходу до її вивчення. Видається, що неможливо чітко відокремити організаційну та функціональну сторону змагальності, адже щоб забезпечити певний спосіб дослідження обставин справи, спершу необхідно забезпечити функціонування суб'єктів їх дослідження, наділених необхідним для цього процесуальним статусом. Якщо змагальність є способом побудови процесу, то вона в результаті такого системотвірного впливу автоматично переходить і у ранг його засади. З іншого ж боку, враховуючи, що сутністю процесуальної діяльності є встановлення за допомогою процесу доказування відповідного кола юридично значущих обставин, стає зрозумілим, що у змагальному процесі недостатньо лише певної його структурної організації із закріпленням набору принципів, а і не менш важливо, щоб процес без невиправданих зволікань рухався до своєї мети та виконання своїх завдань, запорукою чого є процесуальна форма та гарантії.
Підсумовуючи сказане, змагальність слід розуміти ширше, неодмінно у взаємозв'язку з іншими засадами кримінального провадження та процесуальним статусом його суб'єктів. Змагальність доцільно асоціювати з поняттям «режим», що охоплює як організаційний, так і функціональний її аспекти, а оскільки йдеться про змагальність саме у кримінальному провадженні, то такий режим необхідно чітко обумовлювати як процесуальний. Як процесуальний режим, змагальність охоплює певні положення, що базуються на нормах права:
1. наявність сторін обвинувачення та захисту. Проте недостатньо лише їх умовної наявності, а необхідно, щоб сторони організаційно, матеріально та функціонально були незалежними між собою;
2. сторони мають власні правові позиції, які повністю або частково різняться, що породжує необхідність їх аналізу та вибору між ними. Якщо сторона захисту навіть обрала шлях максимальної співпраці зі стороною обвинувачення та сприяє останній у встановленні обставин провадження, все одно це буде обрана стороною захисту правова позиція. Кримінальне провадження завжди передбачає хоча б дві процесуальні позиції, оскільки діє презумпція невинуватості, яку стороні обвинувачення належить спростувати шляхом доказування, а обвинувачений доти вважатиметься невинуватим. Тому правові позиції сторін можна вважати «двигуном» процесу, але слід лише зауважити, що активність перебігу провадження прямо пропорційна протилежності цих позицій;
3. сторонам забезпечено можливість скористатися процесуальними інструментами задля доказування власних та спростування інших правових позицій. Такими інструментами є права та обов'язки сторін, зокрема наступні права: на заяву відводу, на заяву цивільного позову, подавати докази та застосовувати для їх пошуку слідчі (розшукові), негласні слідчі (розшукові) дії, заявляти клопотання, виступати в судових дебатах, на оскарження судових рішень та право обвинуваченого виступати з останнім словом. У цьому контексті неабияке значення має інститут судового контролю за досудовим розслідуванням, чому ще буде присвячено увагу нижче. Слід лише зауважити, що між сторонами існують суттєві відмінності, а тому і не може йтися про абсолютну рівність цих процесуальних засобів. Але вони повинні бути достатніми для ефективного відстоювання кожною зі сторін своєї правової позиції;
4. вищенаведені позиції стосуються також і потерпілого, який згідно пункту 19 частини першої статті третьої КПК за загальним правилом не належить до жодної зі сторін, проте також може володіти власною правовою позицією та повинен мати право на її відстоювання. Інтереси потерпілого повинні неодмінно враховуватися задля законного та справедливого вирішення справи;
5. наявність суду, який також є організаційно, матеріально та функціонально незалежним від сторін, потерпілого та інших суб'єктів кримінального провадження; у нього відсутня заінтересованість у результатах вирішення справи. Суд сприяє сторонам у доказуванні, також виконує організаційні функції, про що детальніше йтиметься у наступних підрозділах дослідження. Суд формує свою правову позицію в ході судового провадження, проте не висловлює її до видалення у нарадчу кімнату, а викладає лише у судовому рішенні та письмовій окремій думці;
6. досудове провадження проходить максимально відкрито для сторони захисту та потерпілого. Судове провадження проходить в режимі судового засідання, з обов'язковою присутністю його сторін. Винятки становлять здійснення спеціального досудового розслідування кримінальних правопорушень (глава 241 КПК), спеціального судового провадження (частини третя та четверта статті 323 КПК) та видалення обвинуваченого тимчасово або на весь час судового розгляду з зали судового засідання за порушення порядку (частина перша статті 330 КПК), коли підозрюваний, обвинувачений відсутній, проте обов'язковою тоді є участь захисника, а також розгляд обвинувального акта у провадженні щодо кримінального проступку у спрощеному порядку без проведення судового розгляду в судовому засіданні (стаття 302 КПК) та письмове апеляційне і касаційне провадження (статті 406 і 435 КПК відповідно), коли судове провадження відбувається за відсутності його учасників, але за їхньої на це згоди;
7. взаємоповага сторін провадження, потерпілого та суду, а також їх терпимість до протилежних правових позицій, навіть при очевидній необґрунтованості останніх, адже провадження не може перетворитися у банальну сутичку, воно повинно бути аргументованим дослідженням обставин справи;
8. згідно статті першої Конституції України Україна є правовою державою, а згідно частини другої статті третьої утвердження і забезпечення прав і свобод людини є головним обов'язком держави[14]. Враховуючи наявність багатьох правових позицій, орієнтиром кримінального провадження як одного із видів діяльності держави є врахування усіх особистих та державних інтересів, що стикаються в ході провадження та часто є взаємовиключними, а тому потребують узгодження, що є результатом всебічного, повного та об'єктивного дослідження усіх обставин провадження та правильного застосування норм права;
9. у статті другій КПК не згадується про справедливість, про неї міститься згадка лише у частині першій статті 21 КПК при деталізації засади доступу до правосуддя та обов'язковості судових рішень, хоча у статті другій КПК йдеться про притягнення особи до кримінальної відповідальності «в міру своєї вини» та «щоб до кожного учасника кримінального провадження була застосована належна правова процедура».

Справа в тому, що в межах кримінального провадження вирішуються питання про призначення виду та міри покарання, а також про компенсацію моральної, фізичної, майнової шкоди на підставі цивільного позову. У цих випадках недостатньо повноти та неупередженості дослідження обставин справи, бо також необхідно оцінити та максимально повно врахувати такі обставини (включаючи також особу обвинуваченого, потерпілого, їхній матеріальний стан тощо) з погляду їх оптимальної відповідності для призначення саме такого, а не іншого виду та міри покарання, для задоволення цивільного позову саме у конкретному розмірі, а не іншому. Тому змагальність повинна бути справедливою як у своєму перебігу, так і забезпечувати досягнення справедливого результату.